# Burak Fırat
Burak Fırat (n. 1993) és un jugador d'escacs turc, que té el títol de Gran Mestre des de 2017, quan esdevingué l'onzè jugador en arribar a GM de la història dels escacs turcs. És membre de la selecció nacional turca.
A la llista d'Elo de la FIDE de desembre de 2021, hi tenia un Elo de 2480 punts, cosa que en feia el jugador número 7 (en actiu) de Turquia. El seu màxim Elo va ser de 2503 punts, a la llista de l'abril de 2017.
Fırat va guanyar la Copa de Turquia del 2016. Fırat va rebre la copa de les mans de la presidenta de la Federació d'Escacs de Turquia, Gülkız Tulay.